# Glypta transversalis
Glypta transversalis är en stekelart som beskrevs av Samuel Hubbard Scudder 1890. Glypta transversalis ingår i släktet Glypta och familjen brokparasitsteklar. Inga underarter finns listade i Catalogue of Life.